# Örestens fästning

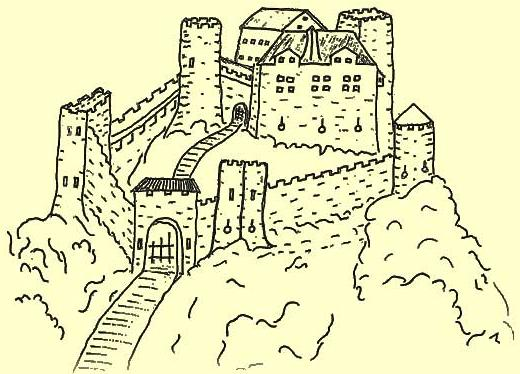
Teckning gjord av en tysk legoknekt, Paul Dolnstein, vid danskarnas belägring 1502.

Örestens fästning i Öresten beläget i Skene i Marks kommun var en medeltida borg som anlandes i syfte att försvara Sveriges västgräns under 1200- och 1300-talen. Troligen anlades Öresten strax före 1366, ungefär samtidigt med borgarna Opensten i Kind, strax norr om Limmared, och Elfsborg vid Göta älvs mynning. Tiden då borgen uppfördes präglades av ständiga gränsoroligheter mellan Sverige och Danmark, gränsen mellan de båda rikena gick endast 2 mil bort, söder om Horred. Området där Örestens fästning låg hörde omväxlande till Sverige och Danmark fram till freden i Brömsebro 1645.
Örestens fästning ligger strategiskt placerad i Viskadalen på en hög klippa längs Slottsån och måste för en anfallare varit mycket svår att inta. Första gången befästningsanläggningen omnämns var 1366, och anledningen var att borgen då föll i danska händer. Härföraren var Valdemar Atterdag (1340-1375).

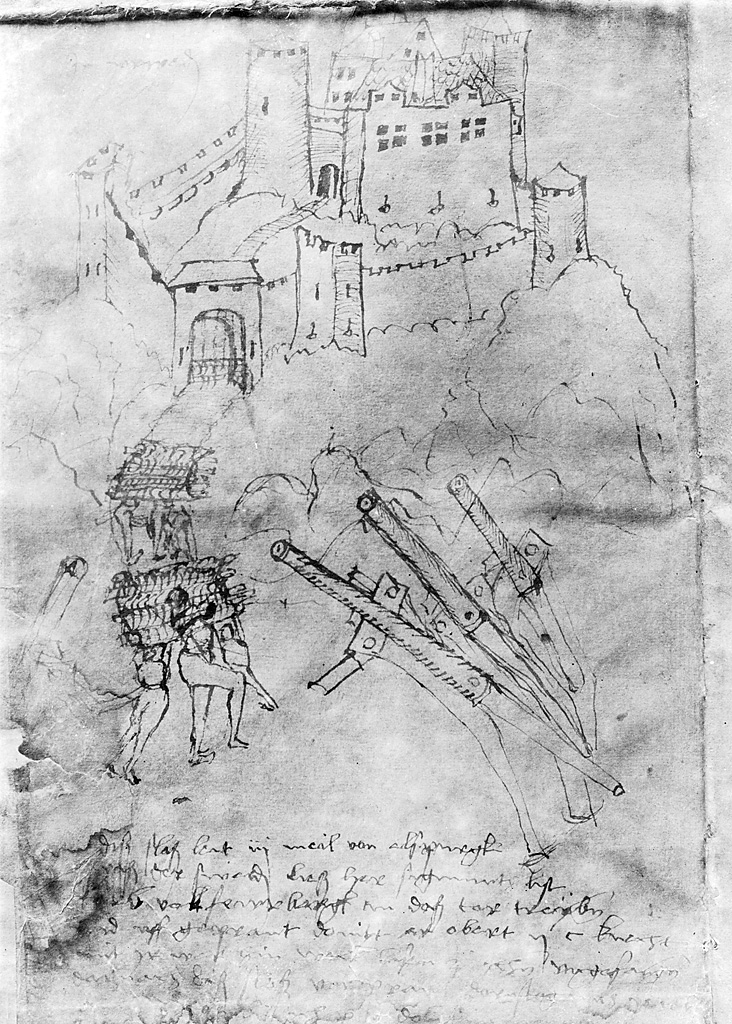
Belägringen av Örestens fästning tecknad av Paul Dolnstein.

1435 raserades Örestens fästning under Engelbrektupproret av Peder Ulfsson Roos och 14 år senare beslutade den svenske kungen Karl Knutsson (Bonde) att Öresten årerigen skulle byggas upp. Under ett slag vid borgen 1470 besegrar Sten Sture d.ä. den danska kungen Kristian I av Danmark. Vid 1500-talets första hälft hade många strider om fästningen ägt rum och två gånger hade den raserats. Befolkningen i Marks härad var vid den här tiden trötta på de ständiga oroligheterna i området och såg Örestens fästning som grundorsaken till de ständiga besöken av danska trupper som skoningslöst brände och skövlade där de drog fram. År 1521 gjorde befolkningen i området slag i saken och köpte upp borgen för att strax därefter jämna den med marken.

## Kommendanter
Den förste kände hövitsmannen på Öresten är Tyge Puder (1364-1384/86). Han är dansk och figurerar bland andra danska hövitsmän i Kung Valdemar Atterdags brev. 
Senare förekommer Peder Pedersen Ribbing (1390-1421) på Öresten. Han är son till Tyges styvdotter. Släkten Ribbing kom från Halland (som då var en del av Danmark) omkring 1300. 
Också namnet Niels Svarteskåning (1381-1410) förekommer på Öresten.. Han var av skånsk (dansk) släkt, men blev kvar i Västergötland.

## Myter och sägner
En av sägnerna om Örestens fästning handlar om en ung pojke som var son till den svenske kommendanten. Vid det danska anfallet på fästningen lyckades danska soldater få tag på pojken som lekte utanför fästningsmurarna och hotade den svenske kommendanten med att pojken skulle dödas om inte fästningsporten öppnades. Kommendanten vägrade och pojken halshöggs med svärd. Huvudet rullade nerför kullen och sägnen förtäljer att det nattetid rullar huvuden nerför Slottsberget.

## Galleri

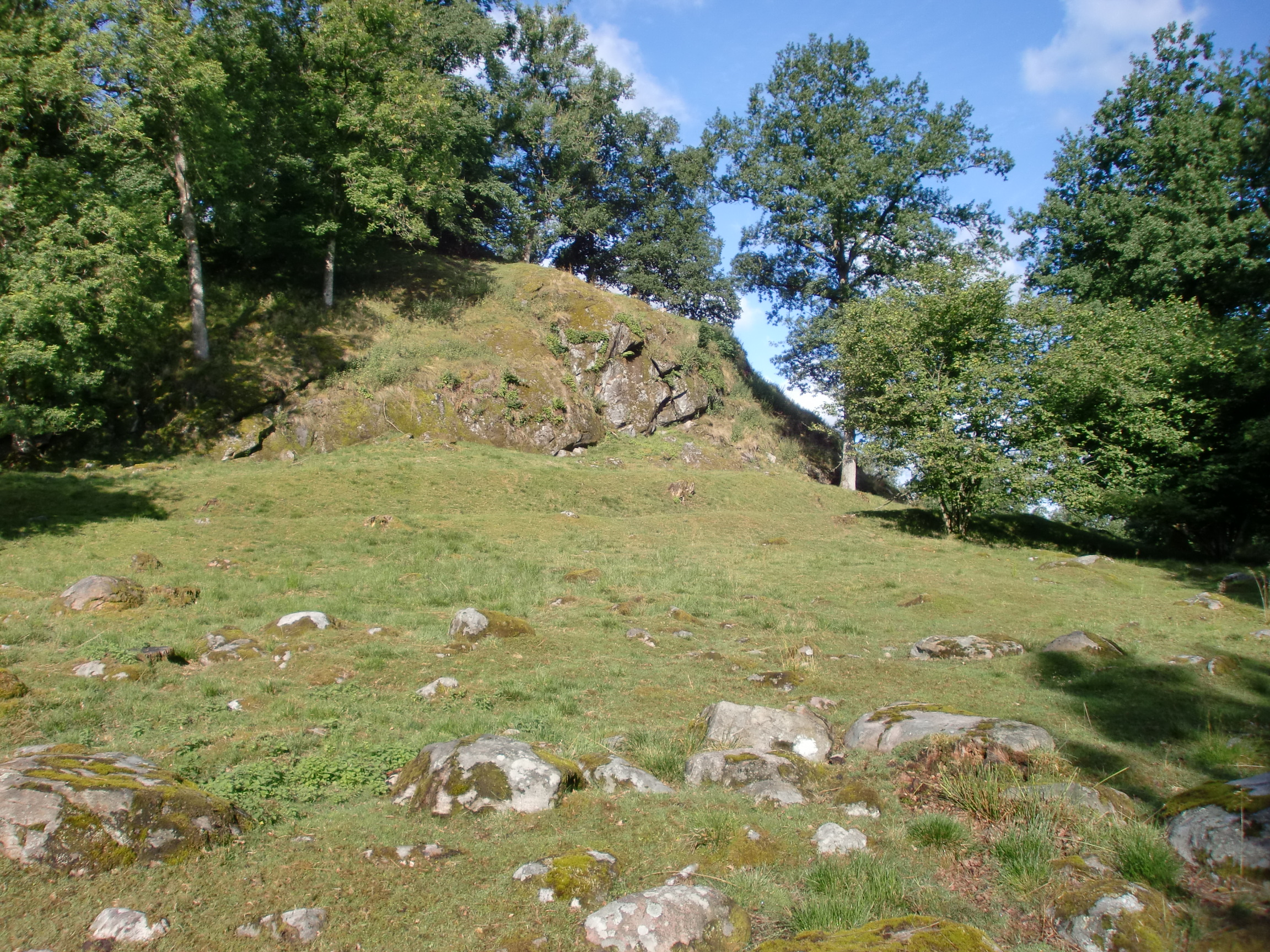
Slottsberget vid Öresten.
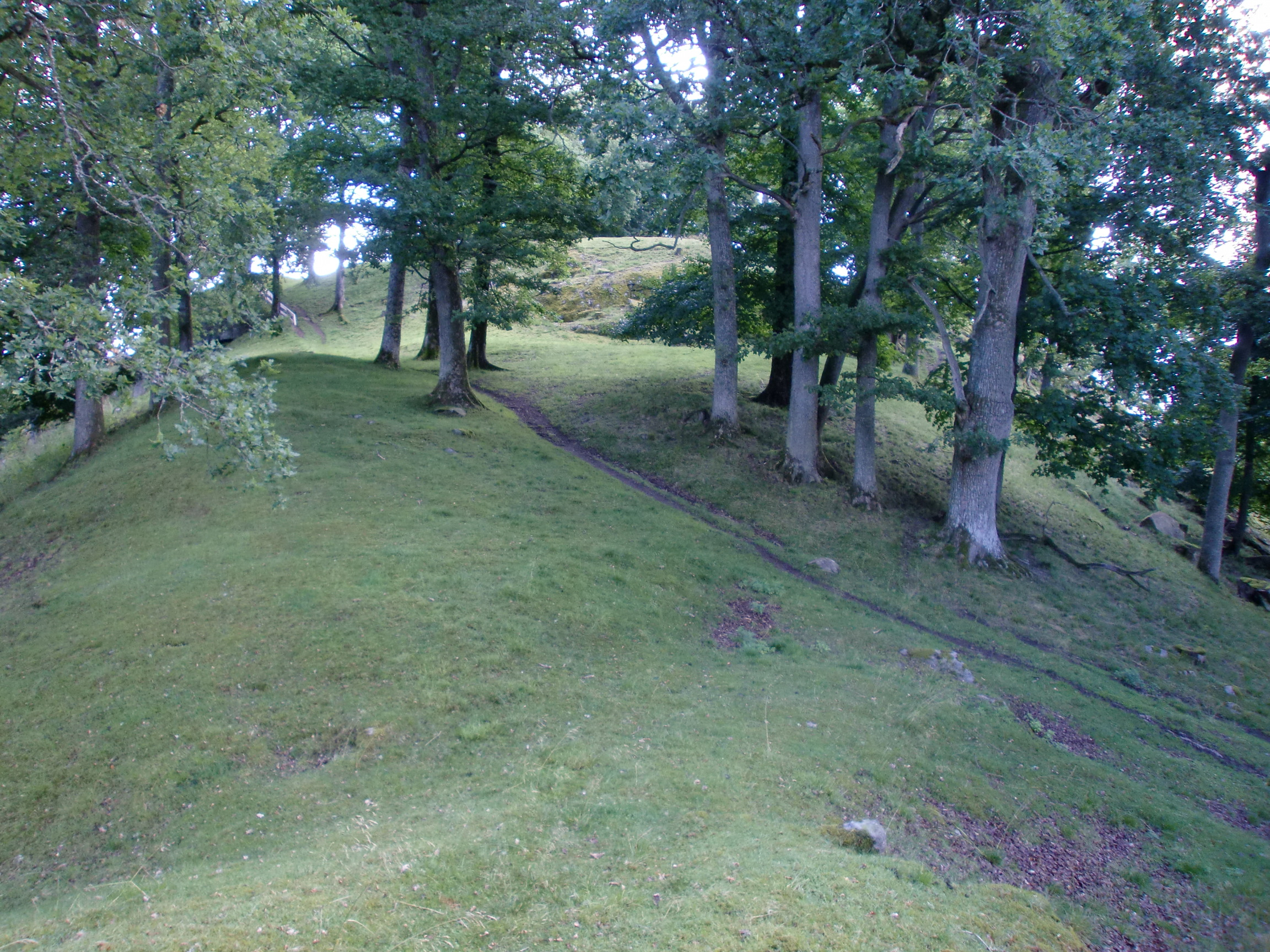
Ingången till Öresten. Motsvarar Dolnsteins teckning.
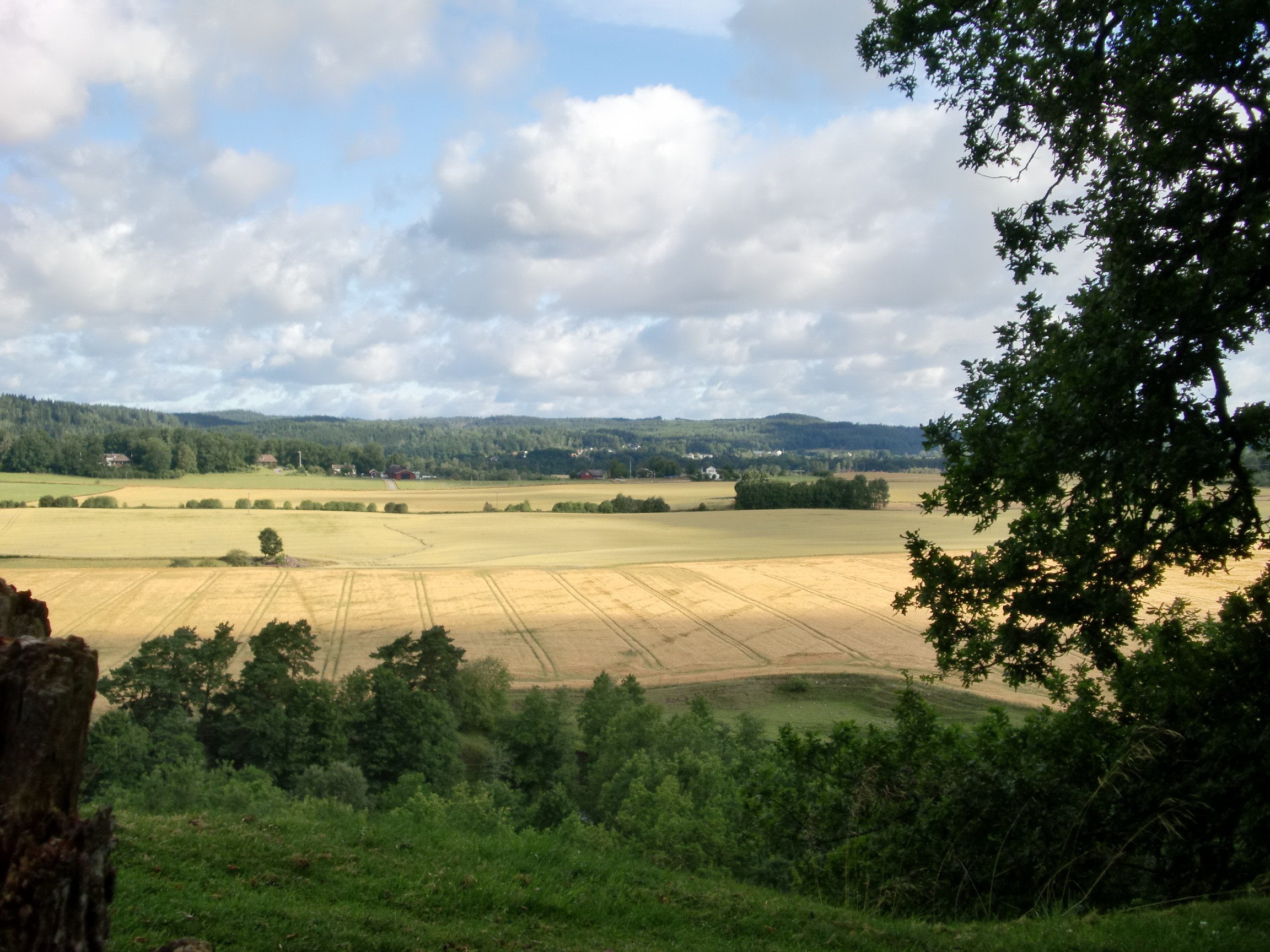
Utsikt från Slottsberget mot Viskadalen vid Skene.

### Fotnoter
1. ↑  Öresten i Nordisk familjebok (andra upplagan, 1922)
2. ↑  Danmarks Riges Breve.
3. ↑  Jan Raneke: svenska medeltids vapen s 440.
4. ↑  Öresten i Nordisk familjebok (andra upplagan, 1922)
5. ↑  Jan Raneke: svenska medeltids vapen s 557.